# Burgstall Galgenranken
Der Burgstall Galgenranken ist eine abgegangene mittelalterliche Höhenburg am östlichen Talrand über dem Zusammenfluss der Fichtelnaab und der Tirschenreuther Waldnaab, aus dem die Waldnaab entsteht. Die Burgstelle liegt rund 900 Meter nordöstlich der katholischen Pfarrkirche St. Emmeram von Windischeschenbach in der gleichnamigen Gemeinde im oberpfälzischen Landkreis Neustadt an der Waldnaab in Bayern. Über diese Burg sind keine geschichtlichen oder archäologischen Informationen bekannt, sie wird grob als mittelalterlich datiert. Überdauert haben von der kleinen Burg nur der Halsgraben sowie ein vorgelagerter Wallzug. Die Stelle ist als Bodendenkmal Nummer D-3-6139-0068 „mittelalterlicher Burgstall“ geschützt.

## Beschreibung
Die Burgstelle befindet sich in rund 480 m ü. NHN Höhe am westlichen Steilabfall des Bergspornes Galgenrangen, der sich nach Nordnordwesten in eine Flussschlinge der Tirschenreuther Waldnaab erstreckt. Die Burg lag auf einer steil abfallenden Felskanzel, die etwa 55 Höhenmeter über dem Zusammenfluss der Fichtelnaab und der Tirschenreuther Waldnaab liegt. Die Westseite der Anlage war somit von Natur aus gut geschützt, nach Osten schließt sich eine Jura-Hochfläche an, so dass hier Verteidigungsanlagen zum Schutz vor einer Annäherung errichtet werden mussten.
Das heute bewaldete Burggelände weist einen Durchmesser von rund 26 Meter auf, die Oberfläche ist mit Granitfelsen bedeckt. Dieses Burggelände ist zur ebenen Hochfläche im Osten durch einen im Halbkreis verlaufenden, vier Meter breiten Halsgraben abgeschnitten. Der Graben zieht sich von der nördlichen Geländekante bis zur südlichen Kante und sicherte so die gesamte Ostseite der Anlage. Diesem Graben ist als zusätzliches Annäherungshindernis noch ein drei Meter breiter und nur noch 0,40 Meter hoher Wall vorgelegt. Die Sprunghöhe, also die Höhendifferenz zwischen der Wallkrone und der Grabensohle, beträgt maximal noch 1,2 Meter.